# Роказикура
Роказику̀ра (на италиански: Roccasicura) е село и община в Централна Италия, провинция Изерния, регион Молизе. Разположено е на 742 m надморска височина. Населението на общината е 587 души (към 2010 г.).